# Blanka Vas
Blanka Kata Vas (Budapeste, 3 de setembro de 2001) é uma desportista húngara que compete no ciclismo nas modalidades de rota e ciclocross.
Ganhou uma medalha de prata no Campeonato Europeu de Ciclismo em Estrada de 2021, na prova de rota sub-23. Em ciclocross obteve uma medalha de prata no Campeonato Europeu de Ciclocross de 2021.

## Medalheiro internacional
| Campeonato Europeu | Campeonato Europeu | Campeonato Europeu | Campeonato Europeu |
| Ano                | Lugar              | Medalha            | Competição         |
| ------------------ | ------------------ | ------------------ | ------------------ |
| 2021               | Trento ( Itália)   | Medalha de prata   | Estrada sub-23     |

| Campeonato Europeu | Campeonato Europeu          | Campeonato Europeu | Campeonato Europeu |
| Ano                | Lugar                       | Medalha            | Competição         |
| ------------------ | --------------------------- | ------------------ | ------------------ |
| 2021               | Col du Vam ( Países Baixos) | Medalha de prata   | Individual         |

## Palmarés

### Ciclocross
2018-19
- - Campeonato da Hungria Ciclocross

2019-20
- - Campeonato da Hungria Ciclocross

2020-21
- - 2.ª no Campeonato Europeu de Ciclocross Sub-23 
  - Campeonato da Hungria Ciclocross  
  - Bredenecross
  - Rýmařov
  - Gościęcin
  - Gullegem

2021-22
- - 2.ª no Campeonato Europeu de Ciclocross 
  - Campeonato da Hungria Ciclocross  
  - Vlaamse Druivencross

### Estrada
- 2020
  - 2.ª no Campeonato da Hungria Contrarrelógio 
  - Campeonato da Hungria em Estrada

- 2021
  - Campeonato da Hungria Contrarrelógio  
  - Campeonato da Hungria em Estrada  
  - 2.ª no Campeonato Europeu em Estrada sub-23